# 2024년 레바논 무선호출기 폭발
2024년 레바논 무선호출기 폭발은 2024년 9월 17일과 18일, 레바논과 시리아 전역에서 헤즈볼라가 사용하려던 수천 개의 휴대용 무선 호출기와 수백 개의 무전기가 이스라엘의 공격으로 동시에 폭발한 사건이다. 2024년 9월 22일 기준으로 42명이 사망했으며, 그중 최소 12명은 민간인이었다. 이 사건은 2023년 10월 이스라엘-헤즈볼라 분쟁이 시작된 이래 헤즈볼라가 겪은 가장 큰 보안 침해로 묘사되었다.
첫 번째 폭발은 9월 17일 동부 유럽 서머타임 기준 약 15시 30분경에 발생하여 헤즈볼라 대원 2명과 어린이 2명을 포함해 최소 12명이 사망하고 레바논 주재 이란 대사를 포함해 2,750명 이상이 부상을 입었다. 두 번째 폭발은 9월 18일에 발생하여 최소 30명이 사망하고 750명 이상이 부상을 입었다. 첫 번째 폭발의 대상은 무선 호출기였고, 두 번째는 아이콤 무전기였다. 폭발은 헤즈볼라가 주둔하고 있는 레바논의 여러 지역과 시리아의 여러 지역에서 발생했다. 폭발 피해자들이 입원한 레바논 전역의 150개 병원에서는 혼란이 빚어졌다.
2024년 2월, 헤즈볼라의 사무총장인 하산 나스랄라이 이스라엘이 휴대전화망에 침투했다고 주장하며 조직원들에게 휴대전화 대신 무선 호출기를 사용하라고 지시한 후 헤즈볼라는 폭발 약 5개월 전 골드 아폴로 AR924 무선 호출기를 구입했다. 이스라엘 정보기관(모사드)은 이 기기들을 제조하고 배터리에 폭발물인 PETN을 장착한 뒤 위장 회사를 통해 헤즈볼라에 판매했다. 국제 관리들과 전쟁법 학자들은 이 공격의 합법성에 대해 논의했다.
공격에 대응하여 나스랄라는 이 폭발을 "중대한 타격"이라고 묘사하고 이를 전쟁 행위로 규정했으며, 이스라엘의 선전포고일 수 있다고 언급했다. 폭발 이후 이스라엘 국방장관 요아브 갈란트는 레바논과 접경한 이스라엘 북부에 초점을 맞춘 저항의 축에 대한 전쟁의 "새로운 단계"를 선언했다. 헤즈볼라는 보복을 맹세했고, 며칠 후 이스라엘 북부를 향해 로켓 공격을 감행하여 나사렛과 키르야트비알리크 같은 도시들을 타격했으며, 노인들과 청소년 한 명을 포함한 여러 민간인들이 부상을 입었다.

## 배경
2023년 10월 7일 하마스가 이스라엘을 공격한 다음 날, 헤즈볼라는 하마스를 지원하기 위해 분쟁에 가담하여 제파트와 나하리야 같은 이스라엘 도시들과 다른 이스라엘 거점들을 공격했다. 그 이후로 헤즈볼라와 이스라엘은 국경을 넘나드는 군사적 교전을 지속해왔으며, 이로 인해 이스라엘과 레바논의 전체 지역사회가 강제 이주되었고 국경을 따라 건물과 토지에 상당한 피해가 발생했다. 이스라엘에서는 96,000명 이상이, 레바논에서는 111,000명 이상이 강제 이주되었다. 2024년 8월 24일 기준으로 레바논에서는 133명의 민간인을 포함해 564명의 사망자가 확인되었다. 이스라엘과 헤즈볼라는 전면전으로 확대되지 않는 선에서 피해를 주는 수준으로 공격을 유지해 왔다. 헤즈볼라는 이스라엘이 가자 지구에 대한 공격을 중단할 때까지 이스라엘 공격을 멈추지 않겠다고 밝혔다.
2024년 9월 17일 폭발이 일어나기 몇 시간 전, 이스라엘 안보 내각은 기존의 두 가지 전쟁 목표인 하마스 해체와 10월 7일 공격 당시 납치된 인질들의 석방 확보에 더해 북부 지역 주민들의 안전한 귀환이라는 새로운 목표를 수립했다. 이스라엘의 국내 정보기관인 신베트는 헤즈볼라가 폭발 장치를 사용해 전직 고위 국방 관리를 암살하려던 계획을 저지했다고 발표했으며, 《예루살렘 포스트》는 무선 호출기 폭발이 이에 대한 보복일 수 있다고 추측했다.

### 무선 호출기 사용
무선 호출기는 20세기 후반에 널리 사용되었으나 이후 대부분 휴대전화로 대체되었다. 그럼에도 일부 헤즈볼라 구성원들은 10월 7일 공격 이전부터 수년간 무선 호출기를 사용해 왔으며, 2024년 2월 헤즈볼라 사무총장 하산 나스랄라가 이스라엘의 스마트폰 침투 능력을 언급하며 구성원들에게 스마트폰 사용 중단을 촉구한 이후 더 많은 구성원들이 무선 호출기를 사용하기 시작했다. 이후 헤즈볼라는 폭발 몇 달 전 레바논으로 무선 호출기를 수입했다. 이 기기들이 레바논으로 보내지기 전 이란에서 이미 손상되었다는 보도가 있었다. 로이터 통신은 검사에도 불구하고 폭발물이 발견되지 않았으며 공격 직전까지 무선 호출기가 계속 유통되고 있었다고 보도했다.
폭발한 무선 호출기는 중화민국 기업 골드 아폴로의 AR924 모델이었다. 골드 아폴로는 이 무선 호출기를 제조한 사실을 부인하며, 부다페스트에 본사를 둔 BAC 컨설팅이 제조하고 판매했다고 설명했다. BAC 컨설팅은 지난 3년간 골드 아폴로와 라이선스 계약을 맺고 있었다. 골드 아폴로 창업자 슈 칭쿠앙은 BAC의 결제가 중동을 통해 이루어져 "매우 이상했다"고 말했다. 중화민국 경찰은 골드 아폴로의 연루 여부에 대해 수사를 개시하고 타이베이시와 신베이시의 4곳을 수색하고 2명을 조사했다. 궈즈후이 경제부 장관과 줘룽타이 행정원장은 모두 이 무선 호출기가 중화민국에서 제조되지 않았다고 부인했다.
BAC 컨설팅의 CEO 크리스티아나 바르소니-아르치디아코노는 골드 아폴로와의 협업을 인정했지만 "나는 무선 호출기를 만들지 않았다. 단지 중간상일 뿐이다"라고 말했다. 헝가리 정부 대변인 졸탄 코바치는 "BAC 컨설팅은 헝가리에 제조 또는 운영 시설이 없는 무역 중개업체다. 등록된 주소지에 한 명의 관리자가 있을 뿐이며, 언급된 기기들은 헝가리에 있었던 적이 없다"고 밝혔다.
《뉴욕 타임스》는 이스라엘 정보기관이 BAC 컨설팅을 운영했으며 자신들의 개입을 숨기기 위해 다른 두 개의 익명의 페이퍼 컴퍼니를 만들었다고 보도했으며, 헤즈볼라를 위해 생산된 무선 호출기에는 3그램(0.11온스)의 폭발물 PETN이 배터리에 통합되어 있어 탐지가 극도로 어려웠을 것이라고 한다.
스카이 뉴스는 레바논 보안 관계자들의 말을 인용해 헤즈볼라가 5,000대의 기기를 주문했다고 전했다. 이스라엘 기관들은 이전에도 폭발성 통신 기기를 이용한 작전을 수행한 바 있으며, 주요 사례로는 1996년 하마스 요원 야흐야 아야시 암살이 있다.

## 폭발

### 첫 번째 연쇄폭발
2024년 9월 17일 동부 유럽 서머타임 기준 약 15시 30분경, 레바논과 시리아 전역의 많은 무선 호출기가 예기치 않게 폭발했다. 이는 명백히 헤즈볼라 구성원들을 겨냥한 조직적인 공격으로 보였으며, 많은 이들이 심각한 부상을 입었다. 레바논 보건부에 따르면 병원에 내원한 대부분의 사상자들은 일반 평상복 차림이었으며, 헤즈볼라 소속 여부는 불분명했다.
폭발로 인한 가장 흔한 피해는 얼굴과 눈 부상이었다. 트레이시 샤문에 따르면, 폭발 직전 무선 호출기에 사용자들이 기기를 집어 들어 머리에 가까이 대도록 유도하는 소리를 냈다고 한다. 다른 보고에 따르면 기기가 진동하며 화면에 오류 메시지를 표시했고, 사용자가 오류를 해제하기 위해 버튼을 눌렀을 때만 폭발했다고 한다. 이는 기기 조작자가 그것을 들고 있을 가능성을 높였다.
폭발은 헤즈볼라의 영향력이 강한 여러 지역에서 발생했다. 베이루트의 헤즈볼라 거점인 다히예, 레바논 남부, 그리고 시리아 국경 근처의 베카 계곡이 포함되었으며, 베카 계곡의 알리 엔 나흐리와 리야크 마을에서도 폭발이 보고되었다. 시리아에서는 다마스쿠스와 그 인근 지역에서도 무선 호출기 폭발이 보고되었다. 최초 폭발 이후 30분까지 폭발이 계속되어 혼란을 가중시켰다고 한다.
목격자들은 폭발 후 여러 사람들이 피를 흘리며 부상당한 모습을 보았다고 전했다. 한 경우에는 상점 밖에 서 있던 남성의 바지 주머니 안에서 폭발이 일어났다. 소셜 미디어와 현지 언론에 유포된 베이루트 남부 교외 지역의 사진과 동영상은 손이나 주머니 근처에 부상을 입은 채 바닥에 누워있는 사람들의 모습을 보여주었다.
약 150개의 병원이 공격 피해자들을 수용하였으며, 혼란스러운 상황이 벌어졌다. 레바논 남부, 베카 계곡, 베이루트 남부 교외의 병원들은 얼굴, 손, 허리에 부상을 입은 환자들로 넘쳐났다. 이에 대응해 보건부는 무선 호출기를 소지한 개인들에게 기기를 폐기하라고 조언했고, 병원들에게는 "고도의 경계" 태세를 유지하라고 지시했다. 또한 의료진들에게 출근을 요청하고 무선 기기 사용을 자제하라고 당부했다. 국영 뉴스 통신은 헌혈을 호소했다. 북부 도시 트리폴리와 알-칼라문의 구급대가 베이루트 지원을 위해 파견되었다.
이 공격은 바이든 행정부의 특사 에이모스 호흐스타인이 이스라엘을 방문하여 베냐민 네타냐후 총리에게 레바논에서의 중대한 확전을 경고한 지 하루 만에 일어났다. 폭발 직전, 이스라엘 국방장관 요아브 갈란트는 미국 국방장관 로이드 오스틴에게 레바논에서 작전이 계획되어 있다고 말했다.

### 두 번째 연쇄폭발
2024년 9월 18일 동부 유럽 서머타임 기준 약 17시경, 최초 공격으로부터 약 24시간 후에 두 번째 연쇄폭발이 발생했다. 이번에는 휴대용 무전기를 겨냥했다.
베이루트, 베카 계곡, 레바논 남부에서 폭발이 보고되었다. 폭발로 인해 최소 두 곳의 가정에서 화재가 발생했다. 다른 폭발들은 베이루트에서 열린 장례식장에서 일어났는데, 이 장례식은 첫 번째 폭발로 사망한 헤즈볼라 구성원 3명과 어린이 1명을 위한 것이었다. 레바논 민방위는 나바티예주 전역의 여러 지역에서 폭발로 인해 촉발된 화재에 대응했다고 밝혔다. 최소 71곳의 가정과 상점(마즈달 셀름의 리튬 배터리 상점 포함), 15대의 자동차, 그리고 수많은 오토바이에서 화재가 발생했다.
베이루트 아메리칸 대학교 의료센터(AUBMC) 밖 구급차 안에서 한 대의 손상된 기기가 발견되어 레바논 군에 의해 통제된 폭발로 무력화되었다. 헤즈볼라 지지자들이 AUBMC에서 일어난 이 사건을 언론이 촬영하는 것을 막았다는 보도가 있었다. 레바논 적십자사는 피해 지역의 희생자들을 수송하기 위해 30대의 구급차를 파견했다.
공격 대상이 된 기기는 헤즈볼라가 사용하는 것으로 알려진 아이콤 IC-V82 VHF 무전기로 보고되었다. IC-V82 모델의 제조는 2014년에 중단되었으며, 아이콤은 이전에 IC-V82를 포함한 위조 무전기에 대한 주의보를 발령한 바 있다. 회사는 9월 19일 조사를 진행 중이라고 밝혔고, 이틀 후 해당 무전기들이 자사 제품일 가능성이 "매우 낮다"고 발표했다. 아이콤의 미국 자회사 영업 담당자는 관련된 송수신기들이 "모조품"으로 보인다고 말했다.
지문 인식기와 같은 다른 전자기기들도 폭발했다는 보고가 있었지만, 이 기기들이 다른 폭발로 인해 불이 붙은 것인지 아니면 자체적으로 폭발한 것인지는 불분명한 상태다.
두 번째 폭발 파동 이후, 티레에서 한 무리의 남성들이 레바논 유엔잠정군(UNIFIL) 차량들을 공격했고, 이에 레바논 군대가 개입했다.

## 피해
2024년 9월 22일 기준, 이 공격으로 인한 사망자 수는 42명이었으며, 이 중 최소 12명은 민간인이었다. 부상자는 3,500명 이상이었다.
첫 번째 파동에서 최소 12명이 사망했는데, 이들 중에는 두 명의 의료 종사자, 9세 소녀와 11세 소년 등 민간인들이 포함되어 있었다. 헤즈볼라 소속 국회의원 알리 암마르의 성인 아들도 사망했다. 나지브 미카티 총리는 조문을 위해 베이루트 남부를 방문했다. 2,750명 이상이 부상을 입었다. 초기에는 헤즈볼라 구성원들만이 무선 호출기를 소지하고 있었는지 불분명했지만, 나스랄라 사무총장은 연설에서 폭발한 무선 호출기들이 하급 구성원들에게 배포된 것이며 헤즈볼라 지도부는 해당 모델을 사용하지 않았다고 밝혔다. 9월 18일의 두 번째 파동에서는 최소 30명이 사망하고 750명이 부상을 입었다.
피라스 아비아드 보건부 장관은 응급실에서 치료를 받고 있는 대다수가 일반 평상복 차림이었으며 그들의 헤즈볼라 소속 여부가 불분명하다고 말했다. 그는 사상자 중에 노인과 어린 아이들도 포함되어 있다고 덧붙였다. 보건부에 따르면 의료 종사자들도 부상을 입었으며, 모든 의료 종사자들에게 무선 호출기를 폐기하라고 조언했다. 레바논 대학교 병원의 한 안과 의사는 부상자들 중 다수가 얼굴 바로 앞에서 무언가가 폭발한 징후를 보였다고 보고했다. 일부는 한쪽 또는 양쪽 눈을 잃었고, 다른 이들은 뇌에 파편이 박혔다. 레바논 보건부는 무선 호출기 공격으로 300명이 양쪽 눈을, 500명이 한쪽 눈을 잃었다고 보고했다. 다른 의사들은 심각한 손, 허리, 얼굴 부상을 목격했으며, 손가락이 찢어지고, 손이 절단되고, 눈이 안와에서 튀어나오고, 얼굴에 열상을 입은 환자들이 있었다고 보고했다.
레바논 주재 이란 대사 모즈타바 아마니가 부상을 입었다. 《뉴욕 타임스》가 익명의 이슬람 혁명 수비대 구성원들을 인용한 바에 따르면, 그는 한쪽 눈을 잃고 다른 쪽 눈에 심각한 부상을 입었다. 이란 대사관 직원 2명도 부상을 입었다. 사우디 뉴스 채널 《알-하다스》는 시리아 데이르에조르에서 혁명 수비대원 19명이 사망하고 150명이 부상을 입었다고 보도했지만, 혁명 수비대는 사상자가 없다고 부인했다.

## 영향

### 레바논
피라스 아비아드 레바논 보건부 장관은 이번 공격의 규모가 역대 최대 규모의 인공 비핵 폭발 중 하나로 기록된 2020년 베이루트 폭발보다 더 컸다고 말했다. 레바논 재난대응위원회장 역시 갑작스러운 사상자 유입과 레바논 응급 대응 체계에 가해진 부담 측면에서 무선 호출기 공격을 베이루트 폭발과 비교했다. 부상자들을 치료하던 많은 레바논 의사들도 부상 정도가 항구 폭발 때보다 더 심각하다고 동의했다.
9월 18일 레바논의 학교들이 휴교했으며, 레바논 군은 의심스러운 기기들을 파괴하기 위해 여러 지역에서 폭탄 처리를 실시하고 있다고 발표했다.
9월 19일, 레바논 민간항공청은 베이루트 라피크 하리리 국제공항에서 출발하는 모든 항공편의 위탁 수하물과 기내 반입 물품에 무선 호출기와 무전기를 반입하는 것을 무기한 금지했다. 에어 프랑스와 루프트한자는 공격으로 인한 안보 상황을 이유로 베이루트(텔아비브, 테헤란과 함께)행 항공편 운항을 중단했다.

#### 헤즈볼라
CNN은 이번 작전이 헤즈볼라 구성원들 사이에 편집증을 유발하고, 그들의 모집 노력을 저해하며, 헤즈볼라 지도부와 그들의 작전 및 인력 보호 능력에 대한 신뢰를 약화시키려는 의도였을 것이라고 제안했다. CNN의 수석 법 집행 및 정보 분석가인 존 밀러는 헤즈볼라에 대한 메시지가 "우리는 언제 어디서든 우리가 선택한 날과 순간에 버튼 하나로 당신들에게 도달할 수 있다"는 것이라고 말했다.
《이코노미스트》는 헤즈볼라의 지휘 및 통신 구조를 교란시키려는 목적의 무선 호출기 폭탄이 이스라엘의 침공을 위한 전조일 수도 있고, 이스라엘 작전의 전부일 수도 있다고 제안했다. 채텀 하우스의 리나 카티브는 이번 침해가 헤즈볼라의 군사력을 마비시키고 공포를 불러일으켜 그룹이 통신에 더욱 조심스러워질 수 있다고 말했다. 또 다른 이론은 이스라엘이 헤즈볼라가 취약점을 발견하는 것을 막기 위해 선제적으로 행동했다는 것이다.
《애틀랜틱》에도 기고하는 레바논 언론인 킴 가타스는 CNN과의 인터뷰에서 이번 사건이 "헤즈볼라를 굴복시키고, 이스라엘에 대한 공격 증가가 더 큰 폭력으로 맞서질 것임을 분명히 하려는 노력"일 수 있다고 제안했다. 그는 이것이 대규모 이스라엘 군사 작전의 전조가 될 수 있다고 언급했다.
유대계 미국인 정치학자 엘리엇 A. 코헨은 《애틀랜틱》에 기고한 글에서 이번 공격이 "이스라엘의 전략적 승리"라고 썼다. 그는 헤즈볼라가 전자 통신을 신뢰할 수 없게 되었고, 어떤 조직도 통신 없이는 기능할 수 없기 때문이라고 설명했다. 또한 이번 폭발이 3주 전 허시 골드버그-폴린과 다른 5명의 인질 살해 이후 이스라엘의 "사기를 높이는" 역할을 했다고 말했다.

## 책임
공격 직후 헤즈볼라는 성명을 통해 이 공격의 책임이 이스라엘에 있다고 비난했다. 이스라엘 관리들은 즉각적인 논평을 하지 않았지만, 적어도 두 명의 미국 관리와 중동의 한 고위 외교관이 NBC 기자들에게 9월 18일 공격의 배후에 이스라엘이 있다고 말했다. 《뉴욕 타임스》는 후에 이스라엘이 계속해서 공격에 대한 어떠한 역할도 부인하고 있지만, 공격에 대해 브리핑을 받은 12명의 현직 및 전직 국방 및 정보 관리들이 이스라엘이 공격의 배후라고 진술했다고 보도했다.
이스라엘 방위군(IDF)은 초기에 AP통신의 질문에 대해 논평을 거부했다. 헤르지 할레비 이스라엘 참모총장은 이스라엘 장성들과 회의를 갖고 "모든 전선에서의 방어 및 공격 작전 준비"에 대해 논의했다. 다음날 할레비는 다음과 같은 성명을 발표했다. "우리는 아직 활성화하지 않은 많은 능력을 가지고 있습니다... 우리는 이러한 것들의 일부를 보았고, 우리가 잘 준비되어 있으며 앞으로도 이러한 계획들을 준비하고 있다고 생각합니다." 그는 또한 이스라엘이 단계적으로 더 나아갈 것이며, 각 단계가 헤즈볼라에게 더 고통스러울 것이라고 말했다. 그리고 IDF가 이스라엘 북부의 피난민들이 안전하게 집으로 돌아갈 수 있도록 하기로 결심했다고 언급했다.

## 국제법
유럽 연합 외교 문제·안보 정책 고위대표 주제프 보렐은 어린이들을 포함한 민간인들 사이에서 높은 부수적 피해를 초래했다는 이유로 이 공격의 합법성에 의문을 제기했다. 유엔 레바논 특별조정관 재닌 헤니스-플라스하르트도 공격의 합법성에 대해 우려를 표명했다. 벨기에 부총리 페트라 더쉬터르는 더 나아가 이를 "테러 공격"이라고 불렀다. 이러한 성명들은 엘리자베스 샘슨과 같은 학자들에 의해 비판받았는데, 그는 이스라엘의 작전이 "국제법을 준수했다"고 말했다.
검토된 법적 문제들은 이 공격이 구별의 원칙(부비 트랩 사용 금지 포함)과 비례성의 원칙을 위반했는지 여부를 판단하려고 시도했다.
유엔 인권최고대표사무소의 전문가들도 이 공격이 "민간인들 사이에 공포를 퍼뜨리려는 의도"가 있었다는 근거로 전쟁범죄에 해당할 수 있다고 말했다.

### 구별

#### 무차별 공격
유엔 인권최고대표사무소의 전문가들은 이 공격이 본질적으로 무차별적이라고 말했다. 수천 개의 기기를 동시에 폭발시킴으로써 공격자가 각 표적을 확인하여 민간인과 전투원을 구별하지 못했기 때문이다. 런던 정경대학의 알론소 구르멘디-던켈베르크도 구별의 원칙을 충족시키기 위해서는 이스라엘이 각 개별 기기가 군사적 표적의 소유인지 민간인의 소유인지 확인했어야 한다고 말했다. 그는 수천 개의 기기가 동시에 폭발했다는 점을 고려할 때 이스라엘이 그렇게 했을 가능성이 낮다고 의견을 밝혔다.
윌리엄 부스비 교수는 리버 법률전쟁연구소에 기고한 글에서 표적이 무선 호출기가 지급된 사람들로 보이며, 무선 호출기가 사용자의 소유에 있을 것이라고 가정하는 것이 "아마도 합리적"이었을 것이라고 썼다.
라이스 법률안보센터의 브라이언 피누케인은 이번 폭발이 무차별 공격에 해당하는지 의문을 제기했다. 무차별 공격은 특정 군사 목표물을 겨냥하지 않거나 군사 목표물에 조준할 수 없는 방법을 사용하는 공격을 말한다. 토비 월시 교수는 무선 호출기를 추적할 수 없기 때문에 이 공격이 본질적으로 무차별적이라고 말했다.
휴먼 라이츠 워치의 중동 및 북아프리카 담당 이사인 라마 파키는 다음과 같이 말했다: "정확한 위치를 확실히 알 수 없는 폭발 장치의 사용은 불법적으로 무차별적일 것입니다. 이는 특정 군사 목표물에 조준할 수 없는 공격 수단을 사용하는 것이며, 결과적으로 군사 목표물과 민간인을 구별 없이 타격하게 될 것입니다."

#### 표적의 정당성
많은 정보원들은 국제인도법(IHL)에 따르면 오직 전투원만이 표적이 될 수 있으며, 적대 행위에 참여하지 않는 사람은 표적이 될 수 없다고 경고했다. 헤즈볼라는 군사 조직을 가지고 있지만 동시에 정당이기도 하다. 후와이다 아라프는 국제법상 공무원들은 적대 행위에 참여했다는 증거가 없는 한 민간인으로 간주된다고 지적했다. 윌리엄 부스비 교수는 헤즈볼라의 비전투원 구성원들(예를 들어 외교, 정치, 행정 직원)에게도 무선 호출기가 지급되었다는 것을 알고 있었다면 무선 호출기에 대한 공격은 불법일 것이라고 썼다.
헤즈볼라는 정치 조직 외에도 사회 서비스를 제공하는 관련 자선 단체들을 가지고 있다. 예를 들어, 사망자 중 한 명은 헤즈볼라 자선 단체와 연계된 알 라술 알 아잠 병원에서 무선 호출기를 소지한 병원 직원이었다. 킹스 칼리지 런던의 안보학 교수인 안드레아스 크리그는 무선 호출기가 자선 단체나 공무원으로 일하는 사람들과 같은 헤즈볼라의 민간 구성원들에게도 배포되었을 가능성이 높으며, 이들은 적대 행위에 참여하지 않았다고 말했다.
뉴욕 시립 대학교 퀸스 칼리지의 정치학 교수 엘리자베스 샘슨은 이 공격이 실제로 국제법을 준수했다고 말했다. 그는 "이스라엘에 대해 일방적이고 공개적으로 전쟁을 선포한 지정된 테러 조직" 외의 민간인들을 해치려는 의도가 없었다고 설명했다. 그는 또한 "이스라엘이 헤즈볼라를 겨냥한 무선 호출기 공격은 - 헤즈볼라가 비대칭 전쟁을 수행하기 위해 테러 요원들이 사용할 목적으로 구매한 것으로 - 특정 재래식 무기 금지협약(CCW)에 명시된 정의에 따라 순전히 '군사적 목표물'이었지 '민간 물체'가 아니었다"고 덧붙였다.

#### 부비 트랩
부비 트랩은 대부분 이스라엘이 가입한 특정 재래식 무기 금지협약(CCW)의 지뢰, 부비 트랩 및 기타 장치에 관한 의정서("개정 의정서 II")에 따라 불법이다. 개정 의정서 II의 제7.2조는 "폭발물을 포함하도록 특별히 설계되고 제작된 명백히 무해해 보이는 휴대용 물체 형태의 부비 트랩이나 기타 장치"의 사용을 금지하고 있다. 영국과 같은 일부 국가의 교전규칙도 무해한 물품으로 위장한 폭발 장치를 금지하고 있다. 미국 국방부의 《전쟁법 매뉴얼》은 시계, 카메라, 담배 파이프, 헤드폰 등을 이러한 물품의 예로 들고 있으며, 이는 "특히 어린이들을 포함한 민간인들에게 매력적일 수 있는 위험한 물체들을 대량 생산하여 주변에 흩뿌리는 것을 방지하기 위한" 목적이다.
전쟁법 교수 윌리엄 H. 부스비는 리버 법률전쟁연구소의 《전쟁 조항》에서 "활성화 신호가 전송되면, 레바논에서 헤즈볼라를 상대로 사용된 장치들이 제7조 2항에 해당하며 따라서 그 근거로 금지된다"고 썼다." 국제위기감시기구 자문위원이자 뉴욕 대학교 법학대학원 비상주 선임연구원인 브라이언 피누케인은 이 무선 호출기들이 개정 의정서 II에 따라 금지된 부비 트랩에 해당하는지 의문을 제기했다.
휴먼 라이츠 워치의 중동 및 북아프리카 담당 이사인 라마 파키는 다음과 같이 말했다. "관습 국제인도법은 부비 트랩 - 민간인들이 끌릴 가능성이 있거나 일상적인 민간 사용과 관련된 물체 - 의 사용을 금지하고 있습니다. 이는 정확히 민간인들을 심각한 위험에 빠뜨리는 것을 피하고 오늘날 레바논 전역에서 계속 벌어지고 있는 참혹한 장면들을 만들어내지 않기 위한 것입니다."

### 비례성
옥스퍼드 윤리법무무력분쟁연구소의 야니나 딜은 사람들이 무선 호출기를 다양한 장소로 가져가며 집으로도 가져간다는 점에서 이 공격이 비례적이었는지 의문을 제기했다. 그는 수백 개의 무선 호출기가 동시에 폭발한 상황에서 공격자가 민간인에 대한 예상 피해를 의미 있게 계산하는 것이 가능했을지 의문을 제기했다.
영국의 인권 변호사 제프리 나이스는 이 공격이 비례성을 고려하지 않고 자행되었다고 말했다. 그는 "무선 호출기와 무전기가 활성화되었을 때 그 위치와 목적지를 알 수 없었기 때문에, 이스라엘이 결과가 비례적일지 고려하는 것은 불가능했다"고 말했다.
랜드 연구소의 선임 정치학자인 라파엘 코헨은 폭탄이 종종 이번 공격보다 훨씬 더 큰 부수적 민간인 사상자를 낸다고 지적했다. 정치학 교수인 엘리자베스 샘슨은 이스라엘의 공격이 합법적이었다고 말하면서, "민간인의 부수적 생명 손실은 유감스럽지만, 테러 단체가 무고한 사람들 사이에서 활동하기로 선택한 결과"라고 말했다.

## 반응

### 레바논
레바논의 고위 안보 소식통은 《알-하다스》에 이스라엘이 개별 기기의 통신 시스템에 침투하여 폭발을 일으켰다고 전했다. 미카티 총리실은 이 사건을 이스라엘에 의한 범죄적 "레바논 주권 침해"라고 언급했다. 정부는 유엔과 일부 국가들에 연락하여 이스라엘에 이 공격에 대한 책임을 물을 것을 요청했다. 피라스 아비아드 보건부 장관은 보건 시스템의 대응을 칭찬하며, 시스템이 "특히 중상자들에게 필요한 치료를 제공할 수 있었다"고 언급했다.
반헤즈볼라 견해로 알려진 레바논 언론인 모하마드 바라카트는 이 호출기 공격을 "레바논의 9/11"이라고 불렀다. 레바논 신문 《알-아크바르》는 "적이 예외적인 안보 작전을 통해 목표물에 도달하는 능력과 수단 면에서 분쟁 시작 이래 이슬람 저항 세력에 가장 가혹한 타격을 가하는 데 성공했다"고 보도했다.

#### 헤즈볼라
헤즈볼라는 이스라엘의 공격을 "범죄적 침략"이라고 묘사하며 "정당한 보복"을 약속했다. 이 단체와 가까운 인사들은 폭발 이후 충격 상태를 묘사했다.
9월 19일 연설에서 나스랄라 사무총장은 이 공격을 "심각한 타격"이라고 칭하며, "적어도 레바논 저항의 역사상 전례 없는 일이며, 레바논 역사상 전례 없는 일일 수 있고, 이스라엘 적과의 전 지역 갈등 역사상 전례 없는 일일 수 있다"고 설명했다. 그는 이스라엘이 "금지선"을 넘었다고 덧붙였다. 나스랄라는 4,000명의 호출기 소지자가 있었고 이들 모두가 헤즈볼라 대원이었다고 말했지만, 민간인 사상자에 대해 이스라엘을 비난하며 이 공격들을 학살이라고 묘사했다. 그는 이스라엘군에 레바논 침공을 도발하며 헤즈볼라가 준비되어 있다고 주장했고, 이스라엘이 가자 침공을 중단하지 않는 한 북부에서 피난한 이스라엘인들의 귀환을 허용하지 않을 것이라고 말했다.
9월 22일 아침, 헤즈볼라는 수십 발의 로켓을 이스라엘 북부로 발사하며 보복했다. 일부 로켓은 하이파와 나사렛 상공에서 요격되었다. 키르야트비알리크에서는 두 채의 주택이 타격을 입었다. 파편으로 인해 4명이 부상을 입었는데, 3명의 노인과 10대 소녀였다. 나사렛에 로켓이 떨어져 도시에 큰 화재가 발생했고, 베이트셰아림에서는 헛간이 타격을 입어 여러 마리의 소가 죽었다.

### 이스라엘
《악시오스》에 따르면, 이스라엘 관리들은 북부 국경에서 대규모 확전 위험을 인지하고 있었으며 이스라엘 방위군이 헤즈볼라의 보복에 대비해 고도의 경계 태세를 유지하고 있다고 말했다. 이스라엘 뉴스 웹사이트 왈라는 익명의 관리들의 말을 인용하여 "이스라엘 정보 기관들이 작전 전에 헤즈볼라가 이스라엘에 대한 상당한 반격으로 대응할 수 있다고 평가했다"고 보도했다. 요아브 갈란트 국방부 장관은 헤즈볼라와의 분쟁에서 "새로운 단계"의 시작을 선언하고 이스라엘 방위군이 북부로 병력과 자원을 재배치하고 있다고 발표했다.
첫 공격 파동이 있던 날, 이스라엘 야당 지도자 야이르 라피드는 "이스라엘과 하마스 간의 휴전-인질 거래"를 논의하기 위해 미국을 방문 중이었다. 그는 이 공격에 대응하여 방문을 단축하고 이스라엘로 돌아왔다.
공격 직후 많은 이스라엘 인사들과 친이스라엘 소셜 미디어 계정들이 이 공격을 축하하고 희생자들을 조롱했다. 인터넷 인플루언서 노야 코헨은 히잡을 쓰고 아랍어를 흉내 내는 영상을 올린 뒤 폭발하는 전화기를 집어 들었다. 유사한 내용이 친이스라엘 계정들에 걸쳐 게시되었고, 이스라엘 소셜 미디어 인플루언서 에이나브 아비제메르는 이 공격을 "허리띠 아래 작전"이라고 불렀다. 로운 모사드 요원 "모티 롤라"로 호출기를 지칭하는 밈과 폭발한 호출기로 인해 생식기가 없어진 사망한 헤즈볼라 전사를 보여주는 밈 등이 널리 공유되었다.
2024년 9월 22일, 이스라엘 대통령 이츠하크 헤르초그는 폭발에 대한 이스라엘의 개입을 부인했다.

### 다국적 기구
자닌 헤니스-플라스하르트 유엔 레바논 특별조정관은 이 공격을 비난하며 "민간인은 표적이 되어서는 안 되며 항상 보호받아야 한다"고 말했다. 스테판 뒤자릭 사무총장 대변인은 유엔이 민간인 사상자를 개탄하며 지역 내 확전 위험에 대해 경고했다고 전했다. 9월 18일 연설에서 안토니우 구테흐스 사무총장은 "민간 물자"가 무기화되어서는 안 된다고 강조했다. 안전 보장 이사회는 9월 20일 이 상황을 다루기 위해 긴급 회의를 개최했다. 볼커 튀르크 유엔 인권최고대표는 성명을 통해 "표적이 된 기기를 소지한 사람이 누구인지, 공격 당시 그들의 위치와 주변 환경이 어떠했는지에 대한 정보 없이 민간인이든 무장 단체원이든 수천 명의 개인을 동시에 표적으로 삼는 것은 국제 인권법을 위반하며, 해당되는 경우 국제 인도법도 위반한다"고 말했다.
유럽 연합 외교안보 고위대표 주제프 보렐은 이 공격을 규탄했다.

### 비정부 기구
이라크에 기반을 둔 친이란 민병대 카타이브 헤즈볼라와 하라카트 헤즈볼라 알-누자바는 헤즈볼라에 의료 및 군사 지원을 제안했다.
가자 지구를 통치하는 팔레스타인 조직 하마스는 이스라엘의 공격을 "모든 법을 무시하는 범죄"라고 묘사했다. 성명에서 하마스는 헤즈볼라의 "노력과 희생"을 칭찬하며 "이 테러 행위는 시오니스트 적 실체의 더 큰 지역 침략의 일부"라고 말했다.
예멘의 상당 부분을 통치하는 후티 반군의 대변인 모하메드 압델살람은 이 공격들을 "끔찍한 범죄이자 레바논 주권 침해"라고 칭하며 레바논이 "시오니스트 적 실체를 억제하고 어떤 확전에 대해서도 무거운 대가를 치르게 할 능력이 있다"고 말했다. 폭발 몇 시간 후이자 텔아비브에 초음속 탄도미사일을 발사한 지 이틀 만에, 후티 반군의 미디어 당국 부책임자인 나스르 알-딘 아메르는 이스라엘과의 전쟁 시 수천 명의 전투원을 레바논에 보낼 준비가 되어 있다고 말했다.
렘킨 대량학살 예방 연구소는 이 사건을 "레바논 국민에 대한 테러 공격"이라고 규탄했다.

### 정부

#### 중동
- 이집트: 압툴팟타흐 시시 대통령은 앤터니 블링컨 미국 국무장관과의 회담에서 레바논의 안보, 안정, 주권을 재확인하고 정부가 "분쟁을 확대하고 그 범위를 지역적으로 확장하려는 시도"를 거부한다고 말하며 모든 당사자들에게 책임 있는 행동을 촉구했다.[164] 이집트는 또한 의료 지원을 제안했다.[25][165]
- 팔레스타인: 팔레스타인 자치 정부는 레바논에서의 확전을 우려하며 이 공격을 비난했다.[166]
- 이란: 이란은 이 공격들을 "이스라엘의 테러리즘"이라고 언급하며 피해자들에게 의료 지원을 제공하겠다고 약속했다.[25] 나세르 카나니 외무부 대변인은 이 공격을 "시오니스트 정권"에 의한 "대량 학살의 예"라고 불렀다.[167] 이란은 12명의 의사, 12명의 간호사, 그리고 이란 적신월사 회장으로 구성된 의료팀을 레바논에 파견하여 의료 지원을 제공했다.[3]
- 이라크: 정부는 첫 번째 공격 물결 이후 레바논 병원들에 의료 물자를 제공했다. 또한 전자 장비 수입과 관련된 "침투" 또는 안보 위험을 방지하기 위해 국경 통제를 강화할 것이라고 말했다.[84] 이라크 적신월사와 인민동원군은 공격 피해자들을 돕기 위해 원조 물자를 실은 비행기를 베이루트로 보냈다.[168]
- 시리아: 시리아는 레바논 국민과의 연대를 표명하고 "자위권 행사에 있어 그들의 편에 선다"고 말하며 폭발을 규탄했다. 시리아 외무부는 국영 통신사 SANA를 통해 성명을 발표하여 이스라엘의 "전쟁 범위를 확대하려는 욕망과 더 많은 피를 흘리려는 갈증"을 비난했다. 시리아는 각국에 "이 침략을 명확히 규탄할 것"을 촉구했다.[161]
- 튀르키예: 레제프 타이이프 에르도안 대통령은 레바논 미카티 총리와의 전화 통화에서 이스라엘을 비판하며, 지역 내 분쟁을 확산시키려는 시도가 "극도로 위험하다"고 말하고 터키의 "이스라엘 침략" 중단 노력이 계속될 것이라고 밝혔다.[169]
- 카타르: 롤와 알-카타르 국제협력 담당 국무장관은 이 공격에 대한 국제 사회의 대응 부족이 "두렵다"고 말하며, "이 이동식 시한폭탄들이 공공장소와 민간 공간에서 무차별적으로 사람들을 다치게 하고 죽이는데, 이것이 언제부터 용인되었는가?"라고 말했다.[170]

#### 기타
- 벨기에: 페트라 더쉬터르 부총리는 "레바논과 시리아에서의 대규모 테러 공격"을 규탄했다.[171]
- 중국: 린젠 외교부 대변인은 중국이 이 공격들을 예의주시하고 있으며 "레바논의 주권과 안보를 침해하는" 어떠한 행위에도 반대한다고 밝혔다. 린은 또한 지역 내 확전 가능성에 대해 우려를 표명했다.[172] 공격 이후 소집된 유엔 안전 보장 이사회 긴급 회의에서 푸충 상임대표는 이 공격들을 "역사상 유례없는 일"이자 "한 국가의 주권과 안보에 대한 중대한 위반이며 국제법, 특히 국제 인도법의 노골적인 위반"이라고 칭했다. 그는 또한 이 공격들에 대한 전면적인 조사를 요구했다.[173]
- 프랑스: 에마뉘엘 마크롱 대통령은 영상을 통해 레바논 국민들에게 연설하며 지지를 표명하고 "전쟁은 불가피한 것이 아니며" "외교적 해결책이 존재한다"고 강조했다.[174]
- 아일랜드: 마이클 마틴 외무장관은 이 공격이 민간인의 생명을 위험에 빠뜨리고 무차별 공격에 관한 제네바 협약을 위반했다고 말하며 이를 규탄했다. 사이먼 해리스 총리는 이 공격을 비판하고 긴장 완화를 촉구했다.[175]
- 말레이시아: 외무부는 이 공격이 레바논의 안보, 안정, 주권을 훼손한다고 말하며 이를 규탄했다.[176]
- 러시아: 마리야 자하로바 외무부 대변인은 이 공격을 규탄하며 조사와 국제적 관심이 필요하다고 덧붙였다.[177][178] 드미트리 페스코프 크렘린궁 대변인은 이 공격들이 지역 내 "긴장을 고조시키고 있다"고 말했다.[179]
- 대한민국: 이재웅 외교부 대변인은 정부가 중동 상황을 우려 속에 예의주시하고 있으며 관련 당사자들에게 대화를 통한 평화적 해결을 촉구한다고 말했다.[180]
- 영국: 데이비드 래미 외무장관은 "고조되는 긴장과 민간인 사상자"에 대해 우려를 표명하고 상황이 "급속히 악화될 수 있다"며 영국 시민들에게 레바논을 떠날 것을 촉구했다. 그는 영국 정부가 이스라엘인들과 레바논인들이 각자의 집으로 돌아갈 수 있도록 "안정과 안보를 회복하기 위한" 정치적 합의를 원한다고 말했다.[181]
- 미국: 매슈 밀러 국무부 대변인은 이 공격들에 대한 개입을 부인하고 사전에 이를 알지 못했다고 말했다. 미국은 또한 이란에 보복을 자제할 것을 촉구했다.[182] 카린 장-피에르 백악관 대변인은 이스라엘과 헤즈볼라 간의 외교적 해결 필요성을 강조했고,[161] "물론 아이들이 다치고 사람들이 해를 입는 것을 보는 것은 힘든 일이며 우리가 보고 싶어 하는 것이 아니다"라고 말했지만, 이 공격이 테러리즘에 해당하는지에 대해서는 언급을 삼갔다.[140]

## 같이 보기
- 이스마일 하니예 암살 사건
- 흑색작전

## 주해
1. ↑  첫 번째 연쇄폭발: 12명[3][4]
두 번째 연쇄폭발: 30명[5][6][7]

## 더 읽어보기
- Marx, Willem (2024년 9월 20일). “Did exploding pagers attack on Hezbollah in Lebanon violate international law?”. 《NPR》. 2024년 9월 20일에 확인함.